# Луїса Валенсуела
Луї́са Валенсуе́ла (ісп. Luisa Valenzuela) — аргентинська письменниця та журналістка. 2019 року стала першою жінкою, яка отримала Премію Карлоса Фуентеса. Її твори видані в більш ніж сімнадцяти країнах світу та перекладені одинадцятьма мовами.

## Біографія
Народилася 26 листопада 1938 року в Буенос-Айресі у сім'ї письменниці Луїси Мерседес Левінсон та медика Пабло Валенсуела. В будинку її матері відбувалися зустрічі з такими письменниками як Адольфо Біой Касарес, Хорхе Луїс Борхес та Ернесто Сабато. Попри те, що у дитячі роки сильно захоплювалася природничими науками, у сімнадцятирічному віці почала публікуватись у різних виданнях («Atlántida», «El Hogar», «Esto Es»), а також працювати на Радіо Бельграно. У двадцять років, щойно одружившись з французьким бізнесменом, оселилася в Парижі, де працювала на Radio Télévision Française, та познайомилася з групами інтелектуалів, письменників і поетів «Тель кель» і «Новий роман». У цей час також написала свій дебютний роман «Треба посміхатися» (ісп. Hay que sonreír). 1958 року у неї народилася донька. 1961 року письменниця повернулася до своєї рідної країни, де працювала журналісткою в газеті «La Nación» та журналі «Crisis» тощо. Багато подорожувала й у такий спосіб краще пізнала аргентинську провінцію. 1965 року розлучилася з чоловіком. У 1967—1968 роках подорожувала Болівією, Перу та Бразилією як співробітниця газети «La Nación».
1970 року завдяки програмі Фулбрайта навчалася в Університеті Айови, де написала роман «Дієвий кіт» (ісп. El gato eficaz). У 1972—1974 роках жила в Мехіко-Сіті, Парижі та Барселоні, також протягом деякого часу жила в Нью-Йорку, де досліджувала маргінальну американську літературу, отримавши стипендію Аргентинського національного фонду мистецтв. Після приходу до влади в Аргентині військової диктатури процесу національної реорганізації, її роман «Як на війні» (ісп. Como en la guerra) піддали цензурі з вилучення описаних сцен катувань. Після цього випадку, письменниця переїхала в США, де прожила десять років. 1982 року видала збірку короткої прози «Зміна варти» (ісп. Cambio de armas). 1983 року вийшов роман «Хвіст ящірки» (ісп. Cola de lagartija), що розповідав про життя Хосе Лопеса Реги.
Луїза Валенсуела мала звання резидентської письменниці у Центрі міжамериканських відносин в Нью-Йоркському та Колумбійському університетах, де вона впродовж десяти років проводила письменницькі воркшопи та семінари. Також була членом Нью-Йоркського інституту гуманітарних наук у Фонді вільного вираження та членом Комітету за свободу письменницького самовираження в Американському PEN центрі. 1983 року здобула грант Ґуґґенгайма. 1989 року повернулася у Буенос-Айрес, де закінчила роботу над книжкою «Національна реальність з ліжка» (ісп. Realidad nacional desde la cama) та видала роман «Чорна книга з аргентинцями» (ісп. Novela negra con argentinos).
Наприкінці 2001 року Дім Америк в Гавані провів тиждень її творчості та опублікував її твори на сторінках 226 номеру журналу «Casa de las Américas». 2-3 серпня 2002 року Музей латиноамериканського мистецтва провів конференцію на тему творів Луїси Валенсуели, де також відбулася презентація збірки її критичних есе «Луїса Валенсуела без масок» (ісп. Luisa Valenzuela sin máscaras). Цього ж місяця Луїса Веленсуела прочитала там курс «Письменництво, секрет і криза» (ісп. Escritura, secreto y crisis). Нині живе в Буенос-Айресі, де займається журналістикою як колумністка. Багато подорожує.
13 січня 2017 року отримала почесний ступінь гоноріс кауза Національного університету Сан Мартіна.
2019 року письменниця опублікувала збірку оповідань «Жарт Бога» (ісп. El chiste de Dios).